# Daniel Constantin (haut fonctionnaire)
Pour les articles homonymes, voir Daniel Constantin et Constantin.
Daniel Constantin ou Daniel Auguste Constantin (né le 8 septembre 1940 à Thonon-les-Bains) est un haut fonctionnaire français.

## Biographie
Les principales étapes de la carrière de Daniel Constantin sont :
- École nationale d'administration (promotion Jean Jaurès) ;
- affectation au ministère des Départements et Territoires d'outre-mer  en 1969 ;
- chef de la subdivision administrative sud (La Foa), puis directeur du cabinet du haut-commissaire de Nouvelle-Calédonie (1972-1975) ;
- secrétaire général de la zone de défense de Nouvelle-Calédonie (1975-1978) ;
- secrétaire général du Loir-et-Cher (1979) ;
- secrétaire général pour les affaires régionales du Nord-Pas-de-Calais (1983) ;
- préfet du Cantal en 1986 ;
- préfet de la Drôme en 1987 ;
- préfet de La Réunion du 11 septembre 1989 au 18 juillet 1991 ;représentant de la France à la Commission de l'Océan Indien
- préfet de la Sarthe (1991) ;
- préfet en service détaché (1993) ;
- directeur de l’administration générale de la ville de Paris (1994-1997) ;
- préfet de région Franche-Comté, préfet du Doubs (1997-1998) ;
- préfet de région Languedoc-Roussillon, préfet de l'Hérault du 22 janvier 1998 au 3 juillet 2002 ;
- haut-commissaire de la République, délégué du Gouvernement en Nouvelle-Calédonie du  31 juillet 2002 au 6 septembre 2005.
- conseiller spécial du président de la Polynésie Française (Oscar Temaru du 1er octobre 2005 au 26 décembre 2006
- Conseiller du Président de la Région Languedoc-Roussillon 2007-2011
- Conseiller en entreprises 2010-2016
- Ancien président de l'Opéra et de l'Orchestre National de Montpellier (2007-2011)
- Ancien conseiller du Président de la Région Languedoc-Roussillon Georges Frêche pour la recherche et l'Université (2007 à 2011) Pôle Chimie Balard 2010-2015
- Président des associations : domaine médico-social ADAGES (démission depuis novembre 2011) et domaine social GAMMES depuis juin 2007 à juin 2020
- Administrateur de GAMMES chargé de l'immobilier 2020